# Farum (plaats)
Farum is een plaats en voormalige gemeente in Denemarken.

## Voormalige gemeente
De oppervlakte bedroeg 22,69 km². De gemeente telde 18.662 inwoners waarvan 8950 mannen en 9712 vrouwen (cijfers 2005). Op 1 januari 2007 is de gemeente toegevoegd aan de gemeente Furesø.

## Plaats
De plaats Farum telt 18.102 inwoners (2007). Direct ten zuiden van Farum ligt het meer Farum sø. De plaats is met de auto bereikbaar over de Hillerødmotorvejen.
De kerkelijke gemeenschap van Farum behoort tot de gelijknamige parochie.

## Sport
FC Nordsjælland is de betaaldvoetbalclub van Farum en speelt haar wedstrijden in het Farum Park. FC Nordsjælland werd in 2012 landskampioen van Denemarken.

## Geboren in Farum
- Laus Høybye (1978), acteur
- Lucas Høgsberg (2006), voetballer

- MusicBrainz: 026df2d6-0e47-496d-9f50-8d907080cdca
- Nationale Bibliotheek van Israël: 987007575148705171
- Virtual International Authority File: 304034051